# Herbert Gerigk
Herbert Gerigk (* 2. März 1905 in Mannheim; † 20. Juni 1996 in Dortmund) war ein deutscher Musikwissenschaftler, der als einer der einflussreichsten Antisemiten in der Musikwissenschaft des 20. Jahrhunderts gilt. Dafür spricht sein gemeinsam mit Theophil Stengel herausgegebenes Lexikon der Juden in der Musik und seine Tätigkeit als hoher Offizier im Einsatzstab Reichsleiter Rosenberg bei Raub und Plünderung von Musikalien vor allem aus dem Besitz von verfolgten Juden in den von Deutschland besetzten Ländern im Zweiten Weltkrieg.

## Leben

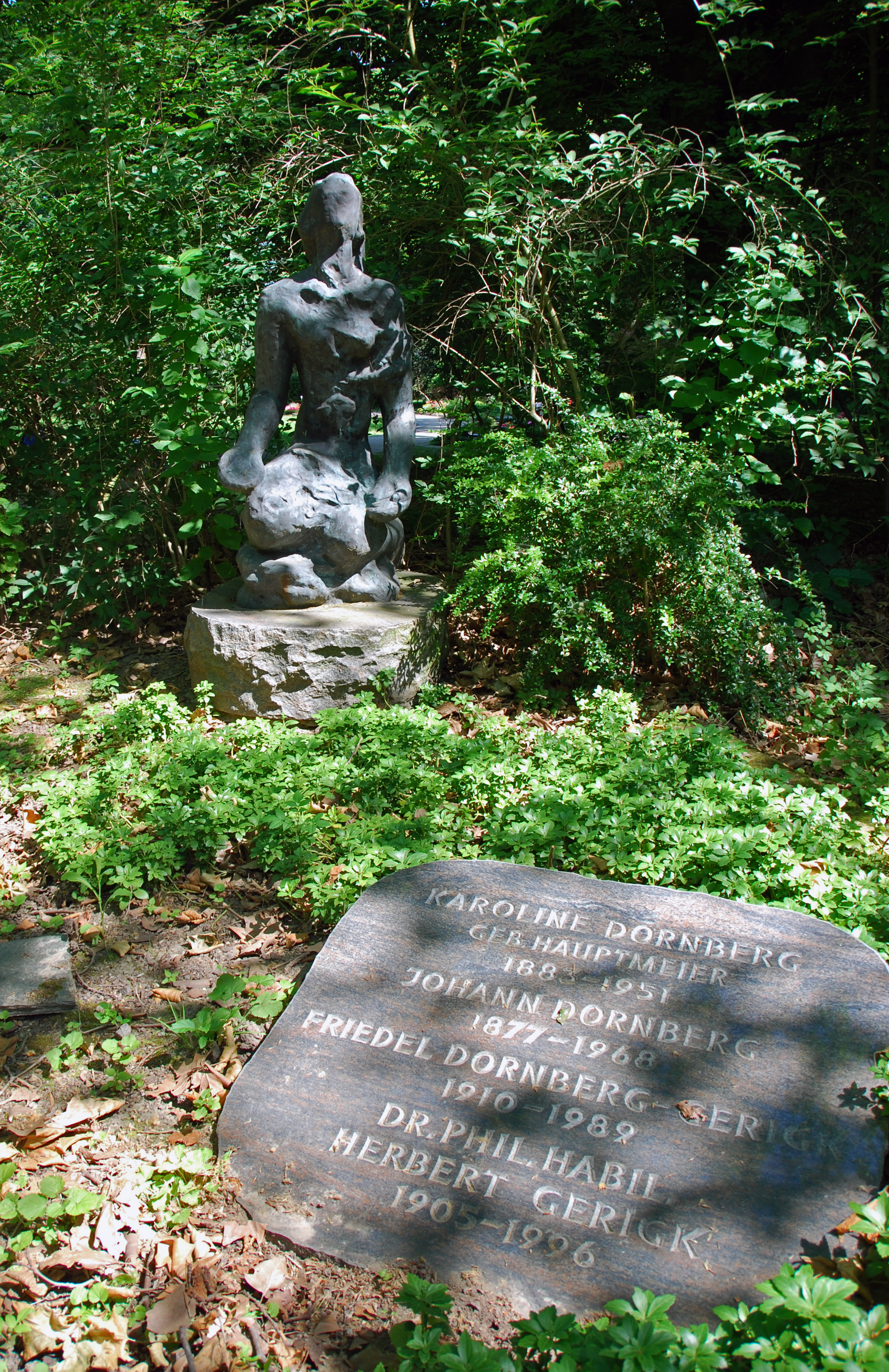
Das Grab Herbert Gerigks auf dem Dortmunder Ostenfriedhof mit einer Skulptur der Bildhauerin Friedel Dornberg

Nach voraufgegangener Promotion 1928 habilitierte sich Herbert Gerigk 1932 mit einer Arbeit über Giuseppe Verdi. Es war die erste bedeutende musikwissenschaftliche Gesamtdarstellung Verdis in Deutschland und erschien in der Reihe „Die großen Meister der Musik“.
Gerigk trat zum 1. Mai 1932 in die NSDAP (Mitgliedsnummer 1.096.433) und 1933 in die SA ein. Anschließend war er Kreiskulturwart in Danzig. Seit 1935 arbeitete er im NS-Staat als „Leiter der Hauptstelle Musik im Amt Rosenberg“. 1935 trat er der SS bei (SS-Nummer 272.595).
Gerigk übernahm die Planung der Musikpolitik Alfred Rosenbergs und war auch für deren Durchführung im Amt Rosenberg zuständig, mit dem Ziel, die jüdischen Vertreter des Musiklebens aus ihren Stellungen zu entfernen und die Ausbreitung der Neuen Musik zu unterdrücken. Seit 1937 war er Herausgeber der Zeitschrift Die Musik.
Gerigks bekanntestes Werk war das antisemitische Lexikon der Juden in der Musik, das er in Zusammenarbeit mit Theophil Stengel, Referent der Reichsmusikkammer, herausgab. Das Nachschlagewerk sollte Veranstalter von der „versehentlichen“ Aufführung von Werken „jüdischer“ und „halbjüdischer“ Komponisten abhalten, alle jüdischen Musikausübenden erfassen, hauptsächlich aber fest in der deutschen Musiktradition stehende Komponisten wie etwa Felix Mendelssohn Bartholdy und Gustav Mahler durch Lügen und bewusst falsche Quellenauslegung diffamieren und abwerten.
Auch während des Zweiten Weltkrieges nahm Gerigk eine führende Rolle in der Verfolgung der Juden ein. Er leitete das Amt Musik im Einsatzstab Reichsleiter Rosenberg (ERR) und insbesondere den Sonderstab Musik, der in den besetzten Ländern die Plünderung von Kulturgut und den Transport nach Deutschland durchführte. Allein im besetzten Frankreich raubten Gerigks Fahnder in zwei Jahren 34.500 jüdische Häuser oder Wohnungen aus, darunter die von Emmerich Kálmán, Darius Milhaud, Fernand Halphen, Arno Poldes, Gregor Piatigorski, Wanda Landowska. Angesichts der Vernichtungsmaschinerie des Holocaust schrieb er 1942: „Die Frage muß aufgeworfen werden, ob es im Zeichen der Liquidierung des Judentums in Europa angebracht ist, jüdische Mischlinge als Kulturschaffende in irgendeiner Form zuzulassen.“
1943 wurde er Hauptschriftleiter der von Rosenberg geleiteten Zeitschrift Musik im Kriege, 1944 wurde er zum SS-Hauptsturmführer im Sicherheitsdienst befördert.
Nach dem Zweiten Weltkrieg musste sich Gerigk nie für seine Mittäterschaft beim Holocaust vor Gericht verantworten. Zwar stand seine nationalsozialistische Vergangenheit einer akademischen Laufbahn entgegen; er war jedoch bei den Dortmunder Ruhr-Nachrichten als Musikkritiker tätig. 1953 versuchte er, mithilfe der CDU und FDP Kulturdezernent in Bochum zu werden, scheiterte aber. 1954 veröffentlichte er das Fachwörterbuch der Musik im Verlag von Bernhard Hahnefeld, der schon das „Lexikon der Juden in der Musik“ herausgegeben hatte. Als Wörterbuch der Musik war es im Jahr 1983 als Sonderausgabe für den Gondrom Verlag erneut im Handel. Bezeichnend ist beispielsweise die Sichtweise des Autors zu Stichwörtern wie Jazz oder Rock ’n’ Roll („Negermusizieren“).
Gerigk war seit 1935 mit der  Opernsängerin Friedel Beckmann verheiratet.

Er wurde auf dem Dortmunder Ostenfriedhof beigesetzt.

## Veröffentlichungen
- Musikgeschichte der Stadt Elbing. Teil I: Bis zum Ausgang der polnischen Zeit. In: Elbinger Jahrbuch. Heft 8, 1929, ZDB-ID 541860-4, S. 1–104, (Königsberg, Universität, phil. Dissertation, vom 18. November 1929).
- Giuseppe Verdi (= Die großen Meister der Musik.). Athenaion, Potsdam 1932.
- Vergreisung oder „Fortschreitende Entwicklung“? Bemerkungen zum Hamburger Musikfest 1935. In: Die Musik. Jahrgang 27, Halbjahresband 2, Heft 10, Juli 1935, S. 721–727.
- als Herausgeber: Meister der Musik und ihre Werke. Bong, Berlin 1936.
- Das Ende des Allgemeinen Deutschen Musikvereins. Rückblick auf das Tonkünstlerfest in Darmstadt und Frankfurt a. M. In: Die Musik. Jahrgang 29, Halbjahresband 2, Heft 10, Juli 1937, S. 696–702.
- Puccini (= Schriftenreihe des Amtes Kulturgemeinde der NS-Gemeinschaft „Kraft durch Freude“.). Max Hesse, Berlin o. J.
- mit Theophil Stengel: Lexikon der Juden in der Musik (= Veröffentlichungen des Instituts der NSDAP zur Erforschung der Judenfrage. 2). Hahnefeld, Berlin 1940.
- Fachwörterbuch der Musik. Hahnefeld, Münchberg (Bayern) 1954.
  - Sonderausgabe für den Gondrom Verlag, als: Wörterbuch der Musik. Gondrom Bayreuth 1983, ISBN 3-8112-0346-0.
- Neue Liebe zu alten Schriften. Vom Autogrammjäger zum Autographensammler. Deutsche Verlags-Anstalt, Stuttgart 1974, ISBN 3-421-02421-9.

Aufsätze
- „Entdeckungen“ von Musikwerken. In: Musik im Kriege. Jahrgang 1, Heft 9/10, Dezember/Januar 1943/44, S. 177.
- Mozarts Wiegenlied. Berichtigung einer jüdischen Fälschung. In: Musik im Kriege. Jahrgang 2, Heft 1/2, April/Mai 1944, S. 1–2.
- Die Jazzfrage als Rassenfrage. In: Musik im Kriege. Jahrgang 2, Heft 3/4, Juni/Juli 1944, S. 41–45.